# Millennium Tower (Vienna)
La Millennium Tower, che si trova al 94-96 di Handelskai, nel 20º distretto di Vienna (Brigittenau), è attualmente l'edificio più alto e la terza struttura più alta in Austria dopo il Donauturm.
Un'antenna montata in cima alla torre, porta l'altezza architettonica a 202 m, ma non conta per la sua altezza totale. Tuttavia la DC Tower 1 è superiore alla Millennium Tower ed è l'edificio più alto dell'Austria.
La Millennium Tower è stata progettata dagli architetti Gustav Peichl, Boris Podrecca e Rudolf Weber. La torre dispone di 50 piani, serve sia scopi commerciali, che residenziali, ed è il punto focale di un complesso denominato "Millennium City". È stato completato nel 1999 per la venuta del terzo millennio.
La torre ufficio ha una superficie lorda di pavimento di 47.200 metri quadrati, di cui 38.500 vengono utilizzati come uffici. L'area rimanente è composta da due livelli adibiti per un centro commerciale (Millennium City), ristoranti e un cinema multisala. La Torre del Millennio è stata costruita in un tempo estremamente breve.
Grazie a un'organizzazione efficiente di tutte le fasi di lavoro e le tecniche di costruzione moderne, i piani sono cresciuti ad una media di 2 e mezzo a settimana e l'edificio è stato completato nel 1999.

## Architettura
La forma della torre è costituita da altri due stretti cilindri completamente vetrati supportati da una struttura composita in acciaio.